# Schleiz
Schleiz település Németországban, azon belül Türingiában. Lakosainak száma 8788 fő (2023. december 31.). Schleiz Oettersdorf, Görkwitz, Crispendorf, Remptendorf, Burgk, Saalburg-Ebersdorf, Tanna, Pausa-Mühltroff, Zeulenroda-Triebes, Kirschkau, Löhma és Neundorf községekkel határos.

## Népesség
A település népességének változása:
| Lakosok száma | 8464 | 8854 | 8800 | 8866 | 8788 |
|               | 2017 | 2019 | 2021 | 2022 | 2023 |